# Ulica Beskidzka w Tychach
Ulica Beskidzka w Tychach – najdłuższa z głównych i najruchliwszych ulic Tychów. Powstała przy okazji budowy Gierkówki w latach 70. XX wieku.

## Przebieg
Ulica Beskidzka jest w całości trasą dwujezdniową. Przebiega od południowej granicy miasta z gminą Kobiór – na tym odcinku aż do zjazdu na wschodnią obwodnicę GOP stanowi część drogi krajowej nr 1, od tego momentu do północnej granicy Tychów z Katowicami jest częścią drogi krajowej nr 86. Przebieg drogi opisany w kolumnie po prawej stronie jest nieaktualny i dotyczy przebiegu trasy przed modernizacją.

## Pochodzenie nazwy
Nazwa ulica Beskidzka ma ścisły związek z przelotem przez miasto w kierunku grzbietu Beskidu Śląskiego.

## Otoczenie
- Tyskie dzielnice:
  - Paprocany – parafia św. Maksymiliana Kolbego
  - Cielmice – salony samochodowe, stacja paliw
  - Katowicka Specjalna Strefa Ekonomiczna Podstrefa Tychy – hipermarkety i fabryki
  - Śródmieście – Komenda Miejska Ochotniczej Straży Pożarnej, Wojewódzki Szpital Specjalistyczny nr 1 im. Prof. Józefa Gasińskiego
  - Wartogłowiec – węzeł drogowy w stylu koniczynki z DK44, przystanek autobusowy ZTM, salon motocyklowy, salon samochodowy
  - Wygorzele
  - Czułów – Lasy Murckowskie